# Ita Wegman

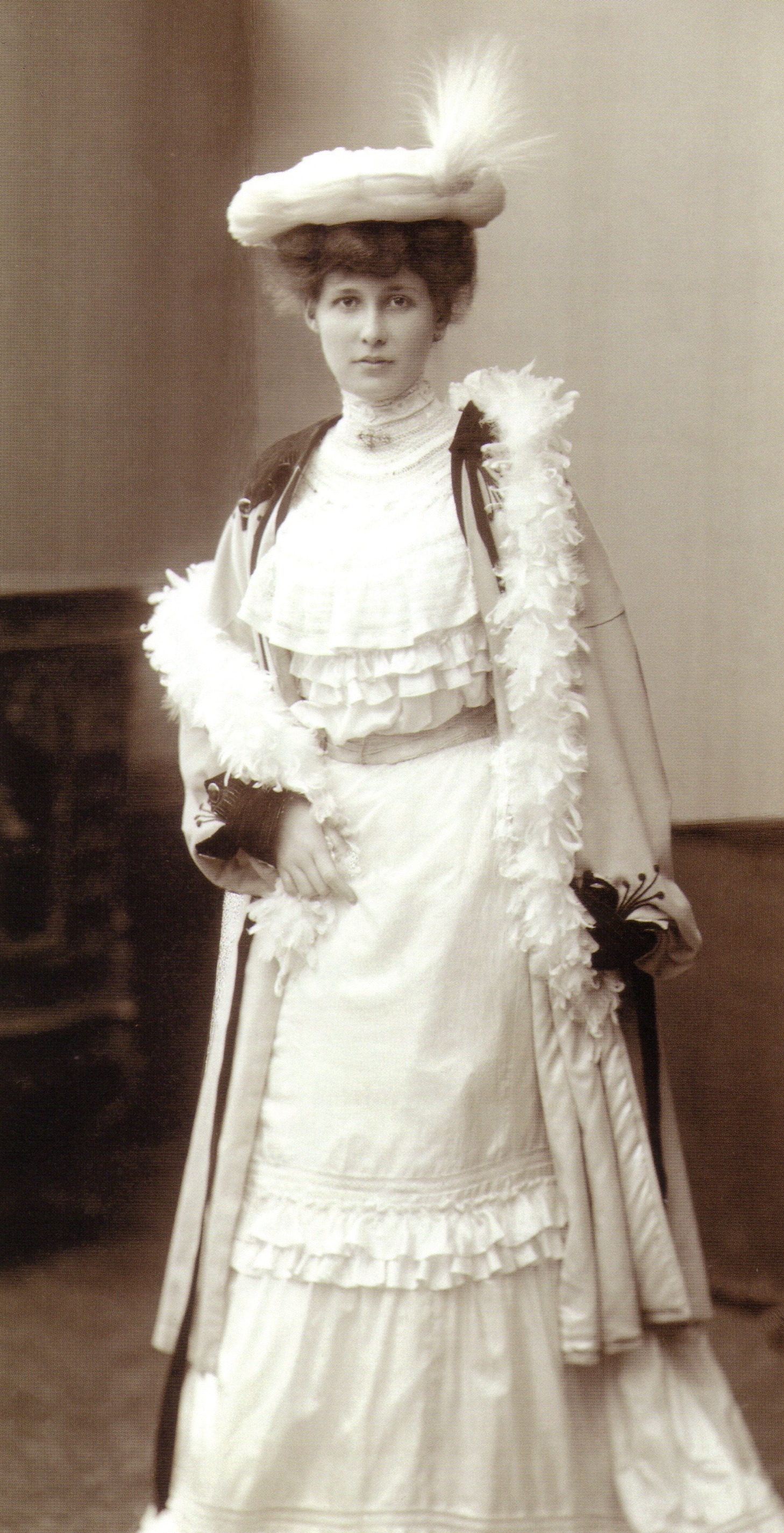
Ita Wegman (Berlin, 1900 körül)

Maria Hendrika Wegman (Karawang, Indonézia, 1876. február 22. – Arlesheim, Svájc, 1943. március 4.) holland orvosnő, Rudolf Steinerrel az antropozófus orvoslás megalapítója.
Apja Hendrik Wilhelmus Wegman (1845-1917), anyja H. C. M. Offers (1851-1935). Mariának egy féltestvére és négy vér szerinti testvére volt.

## Életútja
1876. február 22-én született Indonéziában, Jáva szigetének nyugati részén, Krawang tartományban (Purwakarta közelében), holland szülők első gyermekeként. 20 évesen kapcsolatba lépett az Indonéziai Teozófiai Társasággal. Majd 1900 körül Európába költözött, és gyógytornát tanult. Első találkozása Rudolf Steinerrel Berlinben 1902-ben volt. Ebben az évben kezdte kitanulni a masszázs-terápiát.
1906–1911 között orvosi tanulmányokat folytatott a zürichi egyetemen. 1912-ben meg is szerezte a diplomáját, és ettől kezdve – először doktori disszertációjában – használta az Ita Wegman nevet. 1920-ig orvosi praxisa volt Zürichben, majd a következő hat évben Baselben tevékenykedett. Ekkor kezdik el kísérleteiket dr. Steinerrel a rákkezelésben fagyönggyel (Viscum album).
1913-ban belépett az Általános Antropozófiai Társaságba. 4 évvel később Rudolf Steinerrel előállította rákellenes készítményüket az Iscar-t (ma Iscador néven gyártják).
1921-ben megnyitotta magánklinikáját Arlesheimben, ahol 1940-ig praktizált. 1922-ben Gyermekklinikát alapított Arlesheimben, majd 1935-ig munkatárs volt a Weleda gyógyszergyárban, Arlesheimben. 1923 decemberében az Általános Antropozófiai Társaság vezetőségi tagja lett, valamint vezetője az Orvosi Szekciónak. 1923–1924 között Rudolf Steinerrel együtt írta könyvüket a gyógyítóművészetről, az antropozófiai gyógyászatról, ezután Rudolf Steiner beteggondozója lett haláláig.
1927–1934 között Európa szerte terjesztette az antropozófiai gyógyászat tapasztalatait, különösképpen Németországban, Hollandiában és Angliában. 1928-ban megalapította klinikájának társintézményét Ausztriában. A következő évben megjelent Aus Michaels Wirken c. műve, benne Szt. Mihállyal kapcsolatos tanulmányokkal.
1930-ban befejezte Walter Johannes Steinnel közösen írt színjátékát, a Persephonespielt. A következő évben orvosi központot alapított Berlinben és Londonban.
1932-ben Görögországban és Kis-Ázsiában, 1934-ben Törökországban és Palesztinában utazgatott.
1935-ben kizárták – többekkel együtt – az Általános Antropozófiai Társaságból. Egy év múlva megalapította klinikájának társintézményét Tessinben, majd 1937-ben orvosi központot alapított Párizsban. 1939-ben Bulgáriába utazott.
1940-ben Asconába költözött. 1943. február 25-e, Arlesheim. Hirtelen megbetegedett, lázas lett. Influenzás tünetekkel és nagy fokú szívgyengeséggel ápolták. Március 4-én, reggel 9 óra 55 perckor Ita Wegman meghalt.

## Művei
- Ita Wegman – Rudolf Steiner: Grundlegendes für eine Erweiterung der Heilkunst nach geisteswissenschaftlichen Erkenntnissen (1925)

magyarul: A gyógyítóművészet kitágításának megalapozása – szellemtudományos ismeretek alapján (Natura, 2006)
- A gyógyító művészet és Natura Istennő Archiválva 2007. szeptember 28-i dátummal a Wayback Machine-ben (1926) részlet
- A misztérium-történet egy darabja Archiválva 2007. szeptember 28-i dátummal a Wayback Machine-ben (1928-29) részlet
- Ita Wegman – Nora Stein: Aus Michaels Wirken, tanulmányok (1929)
- Ita Wegman – W.J. Stein: Persephonespiel, dráma 3 részben (1930)

### Magyarul
- Rudolf Steiner–Ita Wegman: A gyógyítóművészet kitágításának megalapozása szellemtudományos ismeretek alapján; ford. Malomsoky Ildikó; Natura-Budapest Kft., Bp., 2005
- Persephoneia; Natura-Budapest Kft., Bp., 2007 (A Szabad gondolat c. időszaki kiadvány 10/2. számának melléklete, 2007. jún.)
- Emlékeim Rudolf Steinerről; ford. Wirth-Veres Gábor; Arkánum Szellemi Iskola, Ispánk, 2011 (Arkánum Szellemi Iskola könyvtára sorozat)
- Margarethe Hauschka: Ritmikus masszázs dr. Ita Wegman nyomán. Embertani alapok; ford. Almási Katalin, Kádas Ágnes, Malomsoki Ildikó; Recean Ovidiu, Veszprém, 2014

## Emlékezete
- Ita Wegman Klinik, Arlesheim
- Ita Wegman Alapítvány